# شبکه آموزش
شبکهٔ آموزش یکی از شبکه‌های تلویزیونی دولتی کشور ایران است که در مجموعهٔ صدا و سیمای جمهوری اسلامی ایران مدیریت می‌شود. هم‌اکنون مدیر شبکهٔ آموزش محمد مهدی قاسمی می‌باشد.
این شبکه در دوران دنیاگیری ویروس کرونا با پخش برنامهٔ آموزشی مدرسهٔ تلویزیونی ایران به تحصیل دانش‌آموزان در این زمان کمک نمود.

## تاریخچه
شبکهٔ آموزش سیما در تاریخ ۱۳۸۱/۰۷/۱۳ به عنوان یک شبکهٔ آموزشی و با شعار فرصت‌های برابر آموزشی افتتاح شد.
شبکهٔ آموزش سیما در اوایل اردیبهشت سال ۱۳۸۹ نشان‌وارهٔ شبکه را تغییر جزئی‌ای داد، بدین صورت که مدادهای بالا و پایین نشان‌واره حذف شد و رنگ نشان‌واره از آبی به نارنجی تغییر یافت و برنامه‌های شبکه رسماً تغییر پیدا کردند.
همچنین در بامداد ۲۳‌ تیر‌ ۱۴۰۲ و همزمان با روز مباهله، لوگوی شبکه بازطراحی مجدد شد. لوگوی جدید برگرفته از اولین حرف الفبا و ترکیب دو رنگ لوگو های قبلی یعنی آبی و نارنجی و کانسپت کتاب است.

## گسترهٔ پخش
برنامه‌های این شبکه در اکثر مناطق ایران از طریق فرستنده‌های دیجیتال زمینی روی باند UHF قابل دریافت است. همچنین برنامه‌های این شبکه از طریق ماهواره‌های اینتل‌ست ۳۹ و بدر ۵ در ایران و برخی مناطق آسیا پخش می‌شود. تماشای زندهٔ شبکهٔ آموزش از طریق پایگاه اینترنتی سازمان صدا و سیما نیز میسر است. دریافت این شبکه مانند سایر شبکه‌های تلویزیونی وابسته به صدا و سیمای جمهوری اسلامی ایران رایگان است. پخش برنامه‌های شبکهٔ آموزش از فروردین ۱۴۰۰، ۲۴ ساعته می‌باشد.

## همکاری با نهادهای دیگر
این شبکه تفاهم‌نامه‌های همکاری مختلفی با دانشگاه پیام نور، دانشگاه جامع علمی کاربردی، دفتر تکنولوژی آموزشی وزارت آموزش و پرورش و کانون پرورش فکری کودکان و نوجوانان امضا کرده‌است. بر این اساس برنامه‌های مرتبط با دوره‌های فراگیر بدون آزمون و بدون شرط معدل دانشگاه پیام نور، دورهٔ پودمانی مدیریت خانهٔ دانشگاه جامع علمی کاربردی و آموزش‌های ضمن خدمت معلمان در شبکهٔ آموزش تولید می‌شود.

## گروه‌های برنامه‌ساز
برنامه‌های این شبکه در سه گروه آموزش‌های رسمی، گروه مهارت‌های تخصصی و گروه آموزش‌های عمومی تولید می‌شود.

### گروه آموزش‌های رسمی
این گروه وظیفهٔ تولید برنامه‌های آموزشی مورد تقاضای دانشگاه‌های طرف قرارداد با شبکه را بر‌عهده دارد. برنامه‌های این گروه در چهار بخش علوم پایه، علوم انسانی، علوم فنی و مهندسی و علوم پزشکی و برای سه گروه مخاطب دانشجویان دانشگاه پیام نور، دانشگاه علمی کاربردی و داوطلبان شرکت در آزمون سراسری کارشناسی ارشد تولید می‌شود. برنامه‌های این گروه در قالب کانال دانشجو و هر روز از ساعت ۱۳ تا ۱۵:۳۰ پخش می‌شود. این گروه همچنین به آموزش مواد درسی دوره‌های ابتدایی، متوسطه اول و دوم ایران در قالب تدریس استاد، پویانمایی، مسابقه‌های تلویزیونی و مستندهای علمی می‌پردازد. پخش برنامه‌های مربوط به آموزش معلمان نیز در دستور کار این گروه قرار دارد. محصولات این گروه در شش بخش آموزش دورهٔ ابتدایی، دورهٔ متوسطه اول، دورهٔ متوسطهٔ نظری، دورهٔ متوسطهٔ فنی و حرفه‌ای، دورهٔ آموزش کنکور و آموزش معلمان تولید می‌شود. برنامه‌های این گروه در قالب کانال رشد هر روز از ساعت ۸ تا ۹:۳۰ صبح و ۱۵:۳۰ تا ۲۰:۳۰ پخش می‌شود.[۵]

### گروه مهارت‌های تخصصی
این گروه به‌منظور آموزش فنون و مهارت‌ها با رویکرد اطلاعاتی-آموزشی برنامه تولید می‌کند.

### گروه آموزش‌های عمومی
این گروه به‌منظور آموزش اطلاعات و مهارت‌های عمومی مورد نیاز مخاطب عام مانند آتش‌نشانی، بهداشت عمومی، آموزش رشته‌های ورزشی و مربیگری آنها، تعمیر وسایل خانه، مهارت‌های رایانه و… با رویکرد اطلاعاتی-آموزشی برنامه تولید می‌کند. برنامه‌های این گروه به همراه تولیدات گروه آموزش‌های فنی و حرفه‌ای در قالب کانال مهارت هر روز از ساعت ۲۰:۳۰ تا ۲۳ و از ساعت ۹:۳۰ صبح تا ۱۳ پخش می‌شود. برنامه مستند ۷ که به پخش مستندهای خارجی با موضوع علمی و فرهنگی می‌پردازد نیز از کانال مهارت پخش می‌شود.

## برنامه‌ها
- مدرسه کنکور ایران
- آوانوا
- رادیو هفت
- صبحی دیگر
- به تماشا سوگند و به آغاز کلام
- صفر و یک
- رایانه امروز
- انسان و دانش
- مسابقه دانستنی‌ها
- مدرسه تابستانی
- مسیر برتر
- قندپهلو
- مدرسه تلویزیونی ایران
- پنجه‌های کارامد
- مدرسه جنگلی

## نشان‌ها

اولین نشان (۱۳۸۱–۱۳۸۹)
دومین نشان (۱۳۸۹–۱۴۰۲)
سومین نشان (۱۴۰۲–تاکنون)